# Silnice I/3
Die Silnice I/3 (tschechisch für „Straße I. Klasse 3“) ist eine tschechische Staatsstraße (Straße I. Klasse), die von der Autobahn Prag-Brünn ausgehend in südlicher Richtung zur österreichischen Grenze führt.

## Verlauf
Die Straße, die früher auf der Trasse der derzeitigen Silnice II/603 bis Poříčí nad Sázavou verlief und erst dort auf die gegenwärtige Straße traf, die bei der Anschlussstelle (exit) 21 von der Autobahn Dálnice 1 nach Süden abzweigt, bildet zugleich die Europastraße 55. Sie führt über Benešov (Beneschau) und Bystřice u Benešova (Bistritz b. Beneschau) sowie Olbramovice u Votic, wo die Silnice I/18 auf die trifft und endet, nach Votice (Wotitz), geht bei Mezno (Bezirk Benešov) in den bereits fertiggestellten Abschnitt der Autobahn Dálnice 3 über, der an Tábor vorbei bis Veselí nad Lužnicí (Wesseli an der Lainsitz) führt, und verläuft vom Abzweig der Silnice I/24 an in südwestlicher Richtung nach Budweis (České Budějovice), von wo die Silnice I/20 (Europastraße 49) nach Nordwesten und die Silnice I/34 (Fortsetzung der Europastraße 49 nach Osten) abzweigen, verläuft dann wieder in südlicher Richtung über den Abzweig der Silnice I/39 und an Kaplice (Kaplitz) vorbei zur österreichischen Grenze bei Dolní Dvořiště (Unterhaid), wo sie in die Mühlviertler Straße B310 übergeht.
Die Länge der Straße beträgt rund 151 Kilometer.

## Geschichte
Von 1940 bis 1945 bildete die Straße einen Teil der Reichsstraße 170, von Veselí bis Budweis die Reichsstraße 372 und südlich von Budweis einen Teil der Reichsstraße 95.

## Sehenswürdigkeiten
- Bremssteine in Kaplice und Nažidla (Gemeinde Bujanov), die entlang des alten Salzhandelswegs, des Linzer Steiges, aufgestellt worden waren und bis heute erhalten sind.